# Hinteren Karlspitze
De Hinteren Karlspitze is een berg in de deelstaat Tirol, Oostenrijk. De berg heeft een hoogte van 2.281 meter.
De Hinteren Karlspitze is onderdeel van het Kaisergebergte.